# Wassili Wassiljewitsch Dokutschajew

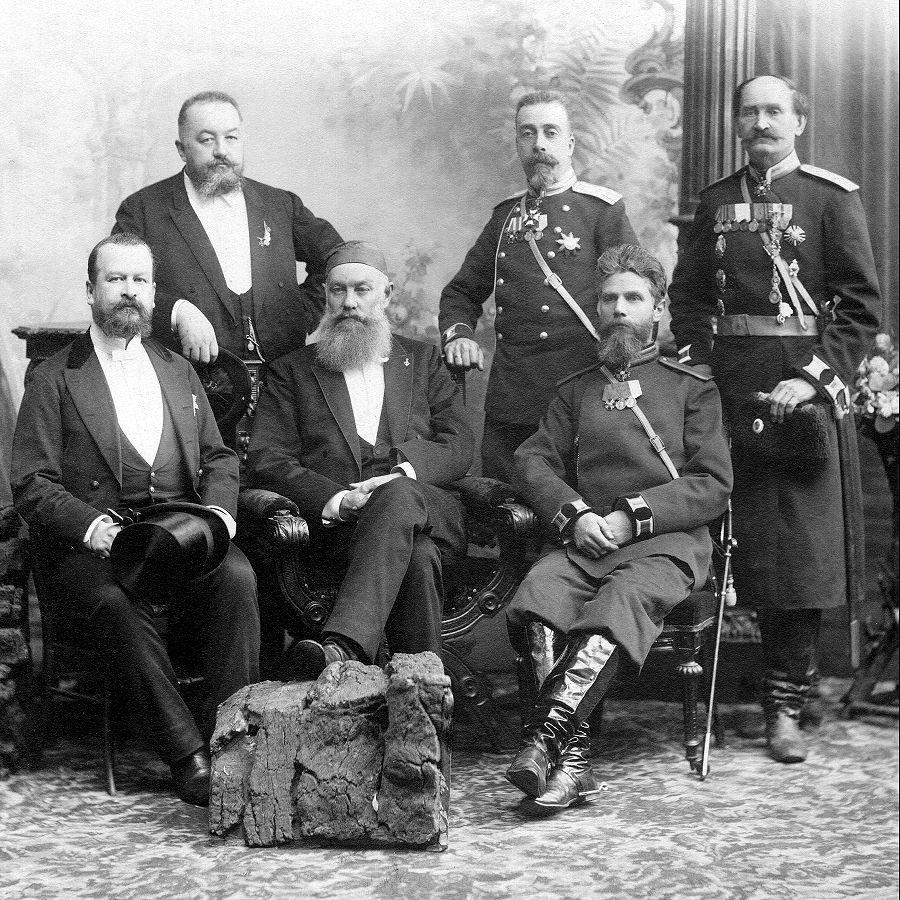
W. Dokutschajew (1898)

Wassili Wassiljewitsch Dokutschajew (russisch Василий Васильевич Докучаев; * 17. Februarjul. / 1. März 1846greg.; † 26. Oktoberjul. / 8. November 1903greg.) war ein russischer Geologe, Mineraloge und Geograph. Er gilt in Russland als Vater der modernen Bodenkunde.

## Leben
Nach seinem Studium an der kaiserl. Universität Sankt Petersburg arbeitete er Ende des 19. Jahrhunderts auf dem Gebiet der Bodenkunde, Geologie, Mineralogie und Geographie. Wladimir Iwanowitsch Wernadski war einer seiner Schüler.
Von 1872 bis 1878 war Dokutschajew als Konservator am Geologischen Kabinett der Universität in St. Petersburg tätig. Danach, von 1874 bis 1882, wirkte er als Sekretär der Geologisch-Mineralogischen Abteilung der St. Petersburger Naturforschenden Gesellschaft.
Zwischen 1880 und 1896 hielt er an seiner Universität Vorlesungen über Mineralogie und Kristallographie, seit 1883 als Professor. Im Jahr 1882 wählte man Dokutschajew zum Seniorgeologen in das Geologische Komitee und zugleich zum Sekretär der russischen Subkommission für die Vereinheitlichung der geologischen Terminologie auf dem 2. Internationalen Geologenkongress. 1888 verteidigte er seine Dissertation mit dem Thema „Russische Schwarzerde“ an der Universität St. Petersburg und erwarb damit einen Doktortitel im Bereich der Geologie. Seine Arbeit wurde von der Petersburger Akademie der Wissenschaften prämiiert und erfuhr durch die Kaiserliche Freie Ökonomische Gesellschaft (Вольное экономическое общество) besondere Anerkennung.
Mit seiner um 1870 durchgeführten Arbeit zur Klimasequenz der Eurasischen Tiefebene erkannte Dokutschajew das Klima als bodenbildenden Faktor. Die beschwerliche Reise führte ihn mit dem Pferd von Nord- bis Süd-Russland. Seine Erkenntnisse stellte er 1893 in einer grundlegenden Veröffentlichung heraus.
Im Jahre 1888 kam auf seine Initiative hin eine Gruppe von Interessierten innerhalb der Kaiserlichen Freien Ökonomischen Gesellschaft zusammen, die sich der Erforschung von bodenkundlichen Aspekte widmete. Diese Arbeitsgruppe wurde 1913 ausgegliedert und in Komitee für Bodenkunde umbenannt. Im Jahr 1918 gliederte Franz Loewinson-Lessing die Bodenkundlergruppe in das Komitee zur Erforschung der natürlichen Produktivkräfte ein. Auf Anregung von Loewinson-Lessing und Wladimir Iwanowitsch Wernadski übernahm die Sowjetische Akademie der Wissenschaften 1927 diese Forschungseinrichtung. Seitdem trägt das Institut, in das er die Lehre der Mikroorganismen integrierte, den Namen von Dokutschajew.
Sein Lebenswerk, das er der Untersuchung zahlreicher weiterer bodenbildenden Faktoren widmete, macht ihn zum Wegbereiter der modernen Bodenkunde. An der Moskauer Landwirtschaftlichen Akademie (Timirjasew-Akademie) gibt es ein Museum, in dem die von ihm gesammelten Bodenprofile ausgestellt sind.

## Sonstiges

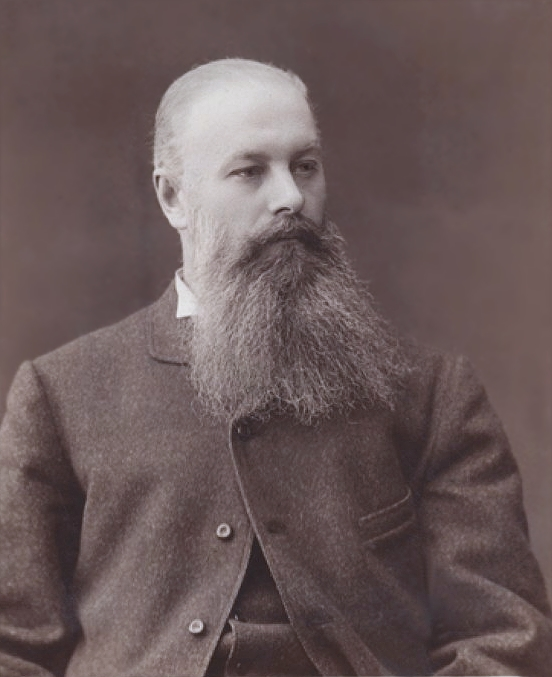
W. Dokutschajew (1888)

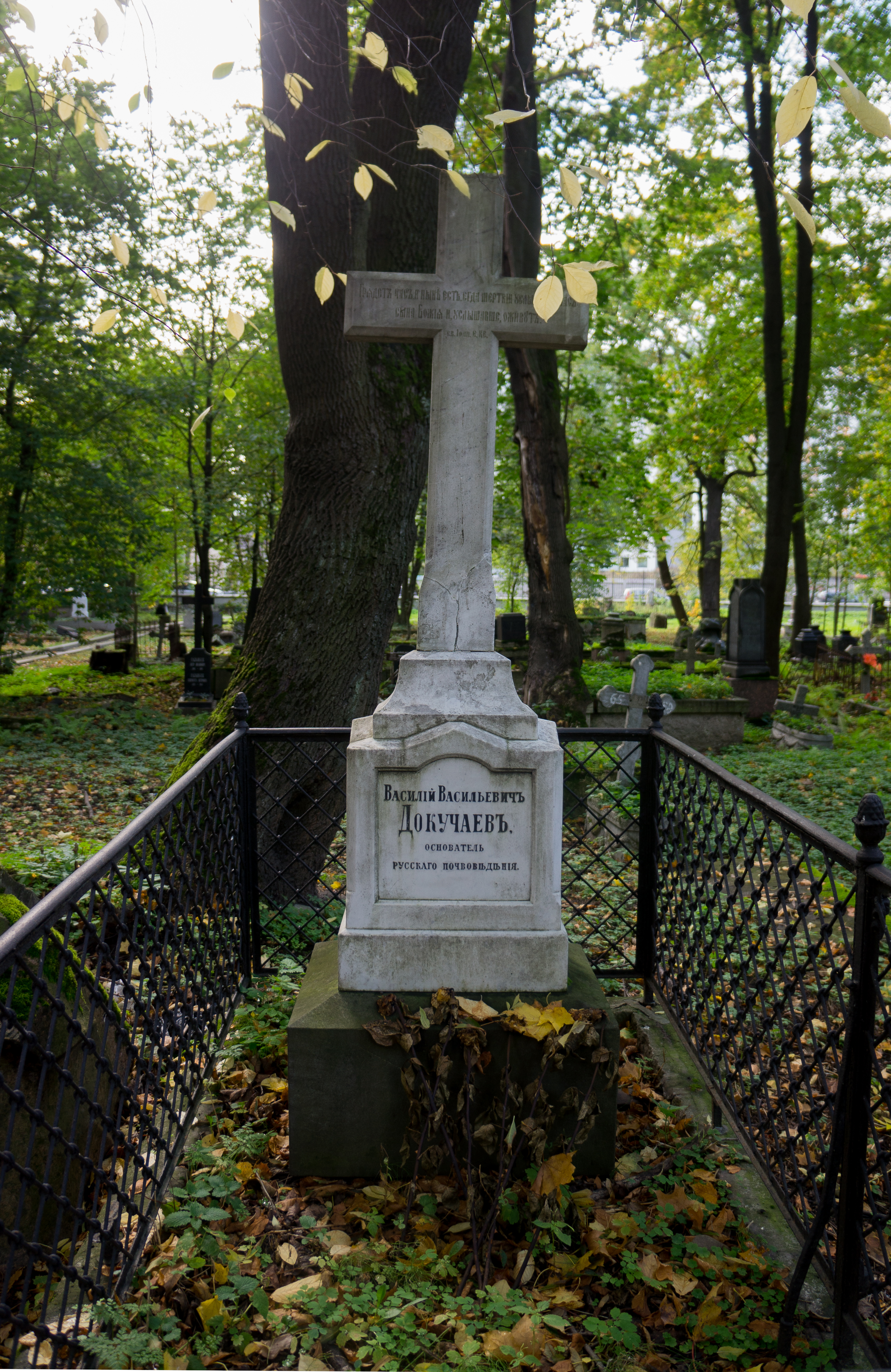
Grab.

In Sankt Petersburg wurde 1904 das Zentrale Bodenmuseum Dokutschajew eröffnet, das bis heute auch in der Forschung eine internationale Institution ist.
Ein Einschlagkrater auf dem Mars ist nach Dokutschajew benannt.
Die Bodenkundliche Gesellschaft der UdSSR verlieh eine VV-Dokutschajew-Medaille. Seit 1947 wurde von der Akademie der Wissenschaften der UdSSR die Dokutschajew-Goldmedaille für herausragende Leistungen auf dem Gebiet der Bodenkunde verliehen. Seit 1993 wird diese Medaille von der Russischen Akademie der Wissenschaften vergeben.
1962 wurde die Filmbiografie Wassili Dokutschajew (Василий Докучаев) uraufgeführt, in der Iwan Perewersew den Wissenschaftler dargestellte.